# Anna Sibylle von Hanau-Lichtenberg
Gräfin Anna Sibylle von Hanau-Lichtenberg (* 16. Mai 1542 in Lichtenberg; † 5. Januar 1580) war eine deutsche Adlige.

## Leben
Sie war die älteste die Kindheit überlebende Tochter des Grafen Philipp IV. von Hanau-Lichtenberg (* 20. Mai 1514; † 19. Februar 1590) und der Gräfin Eleonore von Fürstenberg (* 11. Oktober 1523; † 26. April 1544). Anna Sibylle heiratete am 12. Oktober 1562 Ludwig von Fleckenstein-Dagstuhl (* 1542; † 1577). Dieser Ehe entstammte ein Sohn, Wolfgang von Fleckenstein-Dagstuhl († 1618).

## Bedeutung
Diese Ehe war für die Geschichte des Hauses Hanau und der beiden Grafschaften Hanau-Münzenberg und Hanau-Lichtenberg von hoher Bedeutung, da aus der Nachkommenschaft Georg von Fleckenstein hervorging, der in der Endphase des Dreißigjährigen Krieges die Regentschaft zunächst in der Grafschaft Hanau-Lichtenberg, später auch zusätzlich in der Grafschaft Hanau-Münzenberg für den noch minderjährigen Grafen Friedrich Casimir von Hanau führte und deren Wiedervereinigung politisch auch gegen Widerstände der Lehnsherren der Grafschaft Hanau-Münzenberg durchsetzte.
```
Anna Sibylle von Hanau-Lichtenberg
⚭ Ludwig von Fleckenstein-Dagstuhl
│
└─> Philipp Wolfgang von Fleckenstein-Dagstuhl († 1618)
        1. ⚭ Alexandra von 
Rappoltstein
 (* 15. März 1565; † 9. April 1610)
        │ 2. ⚭ Maria Magdalena von Hohensachsen († nach 1628)
        │
        └─> Oberst 
Georg II. von Fleckenstein-Dagstuhl
 (* 1588; † 1644), Vormund und Regent
            in Hanau-Lichtenberg (1641–1647) und zusätzlich in Hanau-Münzenberg (1642–1647),
            letzter seines Hauses
```

## Vorfahren
| Ahnentafel Gräfin Anna Sibylle von Hanau-Lichtenberg | Ahnentafel Gräfin Anna Sibylle von Hanau-Lichtenberg                                              | Ahnentafel Gräfin Anna Sibylle von Hanau-Lichtenberg                                              | Ahnentafel Gräfin Anna Sibylle von Hanau-Lichtenberg                                           | Ahnentafel Gräfin Anna Sibylle von Hanau-Lichtenberg                                           | Ahnentafel Gräfin Anna Sibylle von Hanau-Lichtenberg | Ahnentafel Gräfin Anna Sibylle von Hanau-Lichtenberg |
| ---------------------------------------------------- | ------------------------------------------------------------------------------------------------- | ------------------------------------------------------------------------------------------------- | ---------------------------------------------------------------------------------------------- | ---------------------------------------------------------------------------------------------- | ---------------------------------------------------- | ---------------------------------------------------- |
| Urgroßeltern                                         | Philipp II. von Hanau-Lichtenberg (* 1462; † 1504) ⚭ Anna von Isenburg-Büdingen († 1522)          | Christoph I. von Baden-Sponheim (* 1453; † 1527) ⚭ Ottilie von Katzenelnbogen (* 1451; † 1517)    | Wolfgang von Fürstenberg (* 1465; † 1509) ⚭ Elisabeth von Solms-Braunfels (* 1469; † 1540)     | Christoph von Werdenberg († 1534) ⚭ Eleonora Gonzaga von Mantua († 1512)                       |                                                      |                                                      |
| Großeltern                                           | Philipp III. von Hanau-Lichtenberg (* 1482; † 1538) ⚭ Sibylle von Baden-Sponheim (* 1485; † 1518) | Philipp III. von Hanau-Lichtenberg (* 1482; † 1538) ⚭ Sibylle von Baden-Sponheim (* 1485; † 1518) | Friedrich II. von Fürstenberg (* 1596; † 1559) ⚭ Anna von Werdenberg († 1554)                  | Friedrich II. von Fürstenberg (* 1596; † 1559) ⚭ Anna von Werdenberg († 1554)                  |                                                      |                                                      |
| Eltern                                               | Philipp IV. von Hanau-Lichtenberg (* 1514; † 1590) ⚭ Eleonore von Fürstenberg (* 1523; † 1544)    | Philipp IV. von Hanau-Lichtenberg (* 1514; † 1590) ⚭ Eleonore von Fürstenberg (* 1523; † 1544)    | Philipp IV. von Hanau-Lichtenberg (* 1514; † 1590) ⚭ Eleonore von Fürstenberg (* 1523; † 1544) | Philipp IV. von Hanau-Lichtenberg (* 1514; † 1590) ⚭ Eleonore von Fürstenberg (* 1523; † 1544) |                                                      |                                                      |
| Anna Sibylle                                         |                                                                                                   |                                                                                                   |                                                                                                |                                                                                                |                                                      |                                                      |